# Governatorato di 'Adan
ʿAden (in arabo: عد ن) è un governatorato dello Yemen, che include le città di Aden e di Crater. 
Ne faceva parte anche l'arcipelago di Socotra, che nel 2004 è diventato parte del Governatorato di Hadramawt, mentre nel 2013 ha dato vita al Governatorato di Socotra.
Aden fu sotto il controllo britannico dal 1839 al 1967. Nel 1967 dopo anni di lotte Aden e gli altri governatorati meridionali ottengono l'indipendenza. La città di Aden diventa la capitale dello Yemen del Sud (dal 1967 al 1990). Nel 1990 lo Yemen meridionale e lo Yemen settentrionale si uniscono per formare la Repubblica dello Yemen con capitale Sana'a; Aden rimane comunque la capitale commerciale dello Stato.

## Guerra civile del 2015
Il 5 dicembre 2015 ad Aden viene ucciso il presidente della Corte d'appello per la sicurezza dello Stato, Mohsen Eluan
.
Il 6 dicembre 2015 viene ucciso il governatore di Aden Jaafar Mohammed Saad insieme a 6 guardie del corpo a causa di una granata esplosa nel quartiere Tawahi.
L'uccisione si inquadra nella guerra civile in corso ormai da 8 mesi, tra gli Houthi, milizie sciite e il governo yemenita appoggiato dall'Arabia Saudita.

## Distretti
- Distretto di Al Buraiqeh
- Distretto di Al Mansura
- Distretto di Al Mualla
- Distretto di Ash Shaikh Outhman
- Distretto di Attawahi
- Distretto di Craiter
- Distretto di Dar Sad
- Khormaksar